# Dreifaltigkeitskirche (Münster)

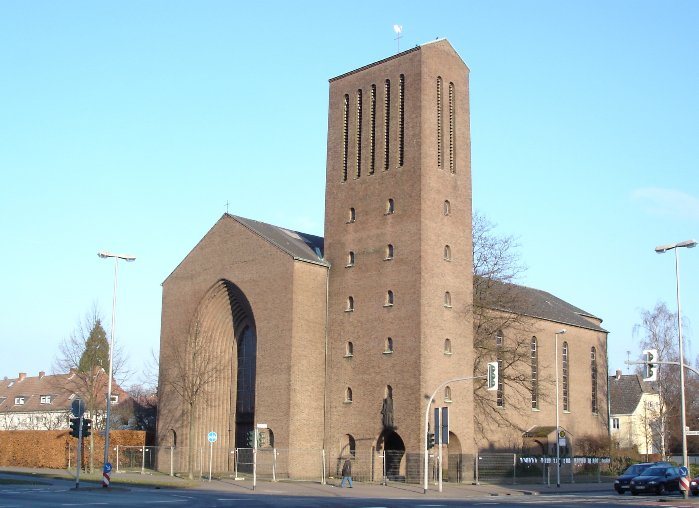
Die Dreifaltigkeitskirche aus südwestlicher Sicht, 2008

Die Dreifaltigkeitskirche steht in Münster an der Kreuzung von York-Ring und Grevener Straße.

## Geschichte

### Planung und Bau der Kirche
Die Kirche entstand nach Plänen der Architekten Heinrich Benteler und Alfred Wörmann. Die Grundsteinlegung erfolgte im März 1937, am 23. Juli 1939 wurde sie von Bischof Clemens August Graf von Galen als katholische Pfarrkirche für die damals im Norden neu entstehenden Wohngebiete geweiht. Die ursprünglichen Pläne sahen vor, die Kirche als Garnisonkirche für die umliegenden Kasernen zu nutzen. Genutzt wurde sie als solche nie, denn die Wohnbevölkerung in der Nähe wuchs so schnell, dass das Gebiet um die Dreifaltigkeitskirche 1937 von der Gemeinde Liebfrauen / Überwasser erst als Rektorat abgepfarrt wurde. Leiter der neuen Gemeinde wurde Franz Rensing. An den Auflagen, mit denen die damalige Baugenehmigung belegt war, kann man sehen, wie weit die Kriegsvorbereitungen schon gediehen waren: Unter der gesamten Kirche musste ein Luftschutzbunker für die Bevölkerung angelegt werden, der Turm durfte aus Luftsicherungsgründen nicht höher als der Dachfirst sein und nicht frei stehen.

### Zerstörung im Krieg
Die zweite Bauauflage hat nicht viel genutzt, fünf Jahre später wurde sie im Zweiten Weltkrieg durch Brand- und Sprengbomben zerstört. Die Bunkerräume aber hielten ebenso wie die Krypta stand, so dass während der Bombardierung hier keine Toten zu beklagen waren. Der Wiederaufbau begann 1945 und dauerte zwei Jahre. In der Zwischenzeit wurden die Messen in der Krypta gehalten.

### Wiederaufbau nach dem Krieg

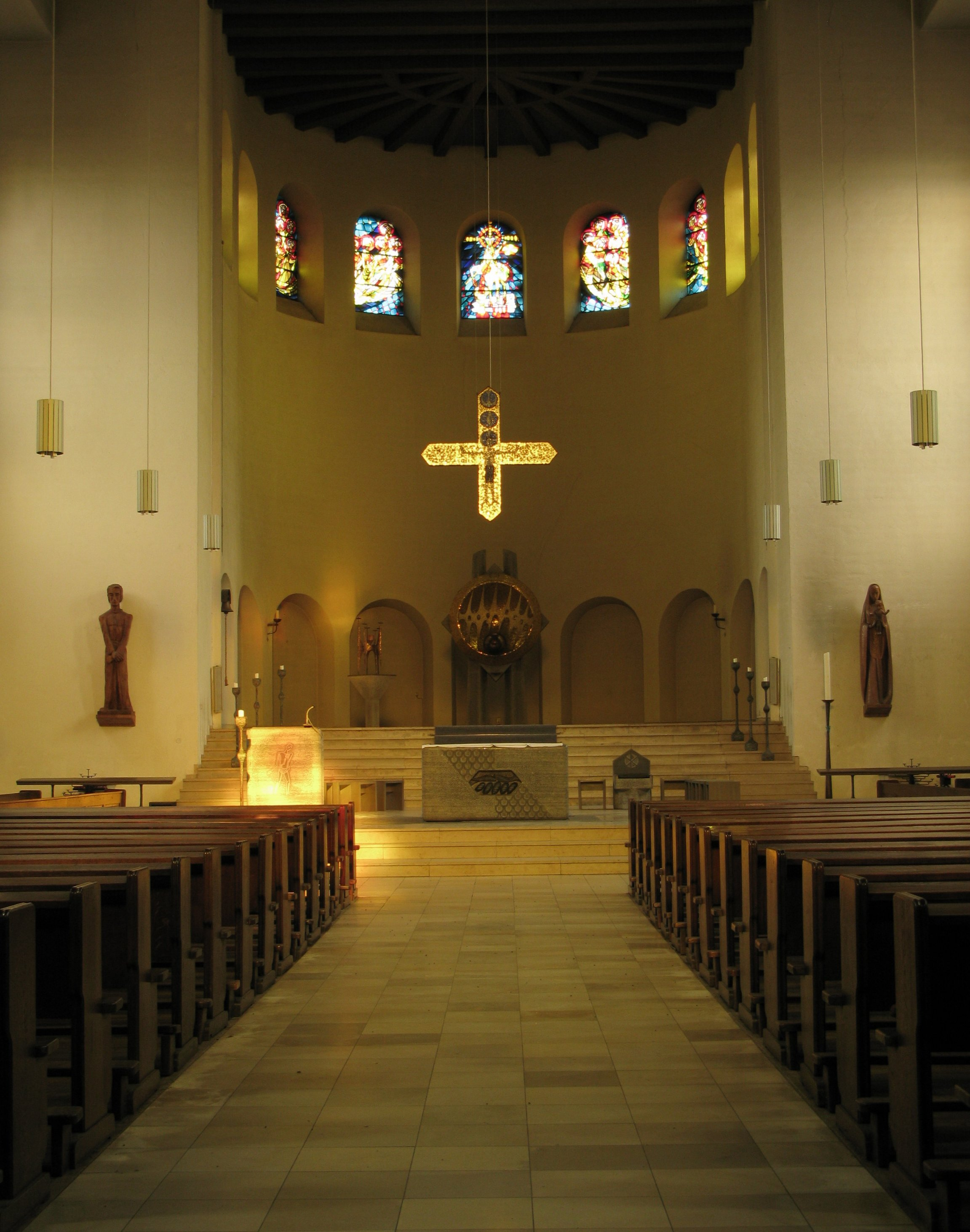
Innenansicht, 2009

Der Wiederaufbau begann 1945 mit der Vorlage der Pläne für das neu entstehende Gotteshaus. Diese Pläne stammten wiederum von den Architekten Benteler und Woermann. Das Gebäude wurde winterfest gemacht. Nach dem Richtfest im November 1945 aber wurden die Arbeiten auf Befehl der britischen Militärregierung eingestellt, da Material und Arbeitskraft für die Wiederherstellung von Wohnungen benötigt wurden.
1947 war das Dach wiederhergestellt, die Fenster repariert und in dem neuen, nun höheren Turm konnte das Jugendheim eingeweiht werden. Im Februar 1949 wurde der im Vorjahr verkündete Beschluss umgesetzt und die Rektoratsgemeinde zur selbstständigen Pfarrei Dreifaltigkeit erklärt, Franz Rensing wurde ihr erster Pfarrer.
In mehreren Schritten wurde die vom Zweiten Vatikanum erlassene Liturgiereform auch in dieser Kirche umgesetzt. Den Abschluss bildete der Umbau des Chors 1979. Der Altar wurde von seiner früher stark erhöhten Position weit in die Gemeinde hereingeholt, so dass diese ihn von drei Seiten umgab. Die Gestaltung übernahm weitgehend Werner-Jakob Korsmeier, der schon zuvor wichtige Einzelwerke für die Kirche geschaffen hatte.

### Orgel
Die Orgel der Dreifaltigkeitskirche wurde 1952 von der Orgelbauwerkstatt Klingenhegel (Osnabrück) erbaut. Disponiert war das Instrument auf 36 Register auf drei Manualen und Pedal. Gebaut wurden nur 14 Register auf zwei Manualen (Hauptwerk und nicht schwellbarem Schwellwerk) und Pedal. 1962 wurde ein neuer freistehender Spieltisch von der Werkstatt Kreienbrink (Osnabrück) erbaut. Das Instrument hatte elektropneumatische Trakturen. Der Verbleib nach der Profanierung ist unbekannt.
| I Hauptwerk C–g3 |       |
| Prinzipal        | 8′    |
| Spitzgambe       | 8′    |
| Oktave           | 4′    |
| Nachthorn        | 4′    |
| Rauschpfeife II  | 2 ⁄3′ |

| III Schwellwerk C–g3 |      |
| Harfpfeife           | 8′   |
| Zartgedackt          | 8′   |
| Rohrquintade         | 4′   |
| Trichterflöte        | 2′   |
| Scharff IV           | 2⁄3′ |
| Tremulant            |      |

| Pedalwerk C–f1 |     |
| Subbass        | 16′ |
| Oktavbass      | 8′  |
| Spitzgedackt   | 8′  |
| Choralbass     | 4′  |

- Koppeln: II/I, I/P, II/P
- Spielhilfen: zwei freie Kombinationen, zwei Pedalkombinationen, Tutti, Walze

### Polnische Gemeinde Münster
In der Krypta hielt von 1963 an bis zur Profanierung der Kirche am 7. November 2010 auch die polnische Gemeinde Münsters ihre Gottesdienste ab.

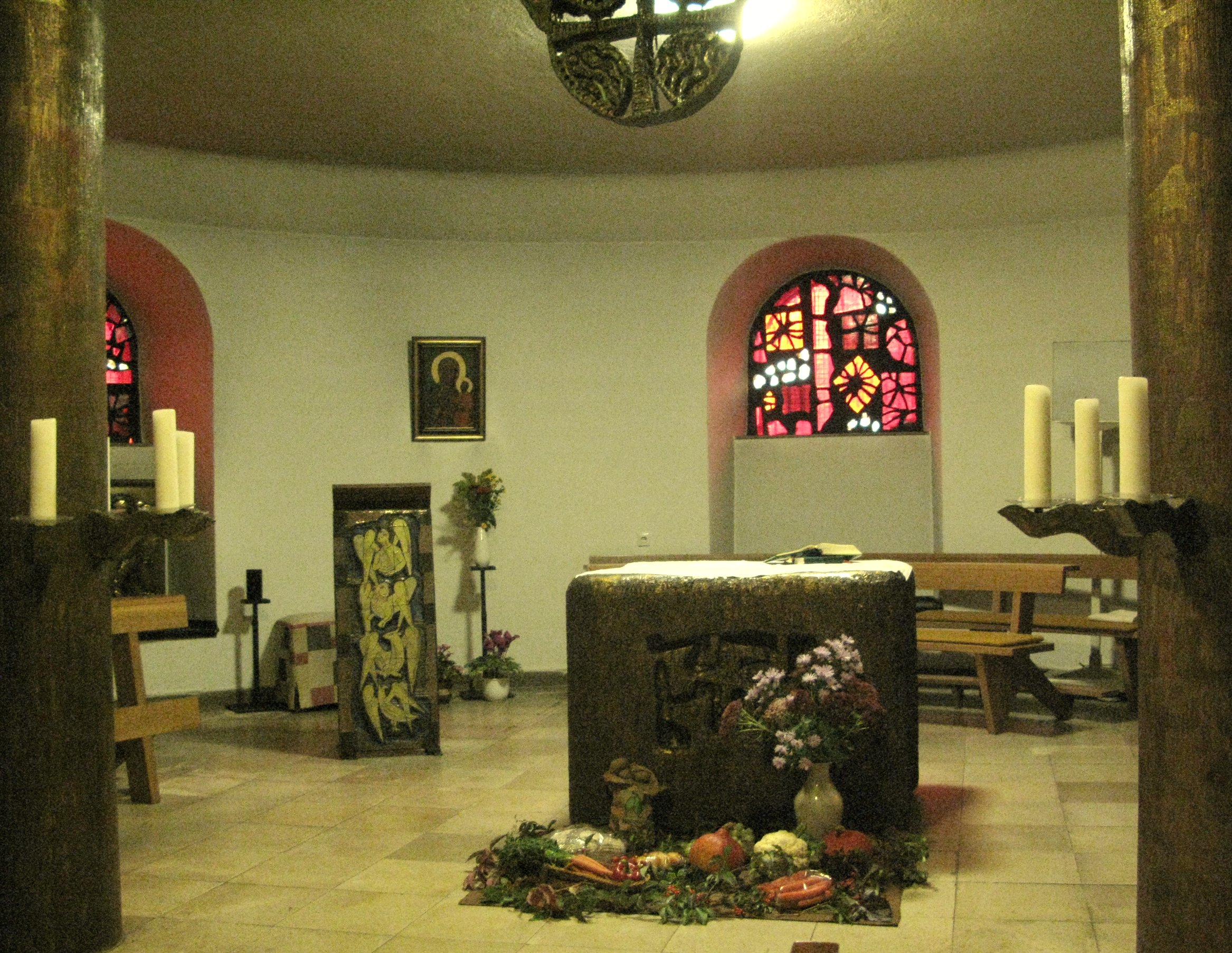
Krypta, 2010

1948 war von den Alliierten in Münster ein Sammellager für Zwangsarbeiter und Kriegsgefangene aus Polen eingerichtet worden, in denen sie auf ihre Rückführung in ihre Heimat warten und vorbereitet werden sollten. Die politische Lage in den Ostblockländern machte aber eine Rückkehr in die Heimat für viele unmöglich, und die, die nicht in Drittländer gehen konnten, mussten sich auf einen dauerhaften Aufenthalt in Deutschland vorbereiten. Ein Schritt dazu war die Bildung einer eigenen polnischen Gemeinde, die mit regelmäßigen Gottesdiensten in polnischer Sprache, seelsorgerischer Betreuung und täglichen Hilfen eine Heimat bot. An dieser Tradition hielt die Gemeinde auch noch für zwei Gottesdienste in jeder Woche fest, nachdem ihr eine Kirche in Münster zur Verfügung gestellt worden war.

### Fusion und Schließung
2001 wurde die Dreifaltigkeitsgemeinde zusammen mit St. Bonifatius und Hl. Kreuz zu einer Gemeinde fusioniert. Während die Kreuzkirche die Pfarrkirche der neuen Pfarrei wurde, schloss man die Bonifatiuskirche 2005 und baute sie zu einem Verlagshaus für den kirchlichen Dialogverlag um. In der Dreifaltigkeitskirche wurden bis 2007 Gottesdienste gefeiert, dann wurde das Dach für einsturzgefährdet erklärt. Die Teilgemeinde zog erneut in die Krypta. Im November 2010 wurde die Kirche endgültig – also auch die Krypta – während eines Gottesdienstes unter Leitung von Bischof Felix Genn profaniert und kirchenrechtlich geschlossen. Das Grundstück samt Kirche wurde an das Wohnungsunternehmen der Stadt Münster, Wohn+Stadtbau, verkauft. Dieses hat in dem Gebäude Sozialwohnungen für über 60-jährige, pflegebedürftige Wohnungslose, Büros und in weiteren Gebäuden auf dem Gelände Wohnungen errichtet.